# 安德烈斯·卡拉斯特羅姆
安德烈斯·卡拉斯特羅姆（瑞典語：Andreas Klarström；1977年12月23日—）是一位瑞典足球運動員。在場上的位置是後衛。他現在效力於瑞典足球超級聯賽球隊艾夫斯堡體育會。他也代表瑞典國家足球隊參賽。